# Larry Perkins
Larry Perkins, född 18 mars 1950 i Murrayville i Victoria, är en australisk racerförare.

## Racingkarriär
Perkins debuterade i formel 1 för Chris Amons stall säsongen 1974.

## F1-karriär
| Säsong | Stall/Tillverkare            | Poäng | Placering |
| ------ | ---------------------------- | ----- | --------- |
| 1974   | Amon-Ford                    | 0     | –         |
| 1976   | Boro-Ford Brabham-Alfa Romeo | 0     | –         |
| 1977   | BRM Surtees-Ford             | 0     | –         |